# Jürgen Iversen
Jürgen Iversen (24 de fevereiro de 1921) foi um comandante de U-Boots alemão que serviu na Kriegsmarine durante a Segunda Guerra Mundial.

## Carreira militar
Jürgen Iversen entrou para a marinha alemã no ano de 1939, chegando ao comando de seu primeiro U-Boot no dia 13 de maio de 1944, permanecendo no comando do U-8 até o dia 24 de novembro de 1944. No dia seguinte assumiu o comando do U-1103, permanecendo no comando deste até o dia 25 de fevereiro de 1945. Não realizou nenhuma patrulha de guerra durante o conflito.

### Patentes
| Offiziersanwärter    | 16 de setembro de 1939 |
| Fähnrich zur See     | 1 de julho de 1940     |
| Oberfähnrich zur See | 1 de julho de 1941     |
| Leutnant zur See     | 1 de março de 1942     |
| Oberleutnant zur See | 1 de outubro de 1943   |
| Oberleutnant zur See | 1 de outubro de 1943   |